# Dickmünze

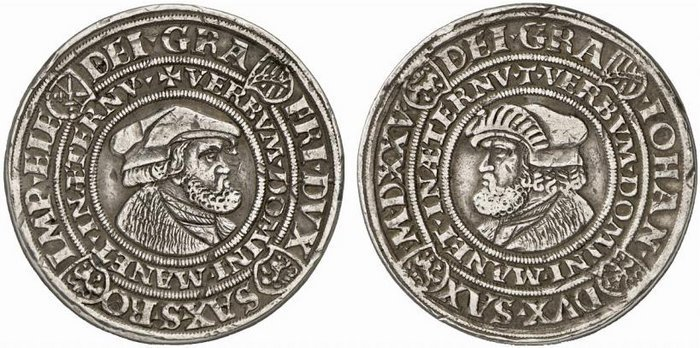
Friedrich III., der Weise und Johann (1486–1525), Dicktaler 1525, Mmz. T, Münzstätte Buchholz

Der Begriff Dickmünze bezeichnet Münzen, die im Gewicht, in der Legierung und im Wert einer gleichzeitig geprägten Münze entsprechen, aber einen kleineren Durchmesser und damit eine größere Dicke aufweisen.
Die Dickmünzen wurden in vielen Fällen mit den Stempeln kleinerer Münzen geprägt, so etwa die Dicktaler mit dem eines Halbtalers oder – weit seltener – mit dem eines Vierteltalers. Die Wertzahl blieb bei dieser Praxis oft stehen, wie etwa bei manchen Reichsguldinern, die eine Wertzahl von 30 anstatt von 60 (Kreuzern) aufwiesen. Bei den mit einem Halbtalerstempel geprägten Dicktalern trat dieses Phänomen nicht auf, da die Halbtalerstempel keine Wertangabe besaßen.
Verwendet wurden die Dickmünzen häufig als Geschenkstücke.
Im Gegensatz zu den Dicktalern werden Taler, deren Durchmesser bei gleichem Münzgewicht größer sind als der normale Talertyp, als breiter Taler bezeichnet.